# 1896年夏季奧林匹克運動會射擊比賽－男子30米手槍
男子30米手槍是1896年夏季奧林匹克運動會射擊比賽五個比賽項目之一，比賽於4月11日舉行，共有三個國家的五名運動員參加比賽。在贏得 25 公尺軍用手槍比賽後，約翰·佩因贏得男子25米軍用手槍金牌後退出，理由是他不想讓希臘東道主難堪。
這是夏季奧運會唯一一次舉辦的男子30米手槍比賽，1900年距離改為50米後正式成為標準比賽項目（1908年使用碼除外）。，由1912年至1920年及1936年至2016年，每屆夏季奧運會都會舉辦該項目，2020年為混合團體氣手槍賽事騰出空間而取消比賽；在1968年至1980年間，曾經邀請女性運動員參加。

## 賽程
| 日期    | 時間 | 階段 |
| ------- | ---- | ---- |
| 4月11日 | 9:00 | 決賽 |

## 賽果
由於資料不全僅有部分結果已知。
| 排名 | 參加者              | 国家 | 命中目標 | 1    | 2    | 3    | 4    | 5    | 總分 |
| ---- | ------------------- | ---- | -------- | ---- | ---- | ---- | ---- | ---- | ---- |
| 金牌 | 萨姆纳·佩因         | 美国 | 24       | 76   | 64   | 80   | 120  | 102  | 442  |
| 銀牌 | 霍爾格·尼爾森       | 丹麦 | 不詳     | 12   | 85   | 62   | 24   | 100  | 285  |
| 銅牌 | 揚尼斯·弗朗古迪斯   | 希腊 | 不詳     | 不詳 | 不詳 | 不詳 | 不詳 | 不詳 | 不詳 |
| 4    | 尼可拉斯·莫拉基斯   | 希腊 | 不詳     | 不詳 | 不詳 | 不詳 | 不詳 | 不詳 | 不詳 |
| 5    | 喬吉斯·奧爾菲尼迪斯 | 希腊 | 不詳     | 不詳 | 不詳 | 不詳 | 不詳 | 不詳 | 不詳 |